# Liochthonius pusillus
Liochthonius pusillus är en kvalsterart som beskrevs av Chinone 1978. Liochthonius pusillus ingår i släktet Liochthonius och familjen Brachychthoniidae. Inga underarter finns listade i Catalogue of Life.